# Вангкем, Кишоречандра
Кишоречандра Вангкхем (манипури কিশোরচন্দ্র ওয়াংখেম) — индийский журналист из северо-восточного штата Манипур. Связан с сетью кабельного телевидения.

## Карьера
Первоначально Вангкхем был ведущим и редактором в сети ISTV, Импхал. В 2018 году Вангкхема арестовали и посадили в тюрьму на четыре дня за два поста, в которых он высмеивал BJP как «партию дураков Будху». В том же году Закон о национальной безопасности был применён против Вангкхема после того, как он разместил видео в Facebook и раскритиковал главного министра Манипура Н. Бирен Сингха и премьер-министра Нарендру Моди. На языке мейтей Вангкхем сурово осудил Н. Бирен Сингха на видео, которое загрузил в социальные сети и в котором назвал министра «марионеткой Моди и Хиндутвы» за организацию мероприятия в Манипуре по случаю годовщины рождения Лакшми Баи, рани из Джханси, которая, как он утверждал, «не имела ничего общего с Манипуром». Он осудил Бирен Сингха за попытку связать Лакшми Баи с движением за свободу Манипура и назвал комментарии главного министра и всю эту акцию «оскорблением борцов за свободу Манипура». Сообщается, что Вангкхем использовал нецензурную лексику против правительства, возглавляемого BJP, и RSS, идеологического источника партии. Он был освобождён из центральной тюрьмы Манипура, Саджива, на окраине Импхала в апреле 2019 года, проведя в заключении 100 дней. Позже Вангкхем провёл более трёх месяцев в тюрьме по обвинению в подстрекательстве к мятежу за то, что цитировал и комментировал в Instagram войну между женой и женщиной, которая называла себя любовницей Окрама Генри Сингха (племянника бывшего главного министра Манипура Окрама Ибоби Сингха), что породило вирусные мемы в социальных сетях Импхала (столицы штата).
В мае 2021 года Вангкхем был арестован за публикацию в Facebook, в которой говорилось о смерти главы отделения BJP в Манипуре, Сайхомы Тикендры Сингха, из-за COVID-19. Журналист новостного сайта The Frontier Manipur, после того, как глава Манипурского BJP С. Тикендра Сингх умер от Covid, опубликовал в Facebook пост с заголовком: «Коровий навоз и коровья моча не помогли?». В публикации Вангкхем заявил, что коровьи моча и навоз не являются лекарством от COVID-19, опровергая тем самым слова покойного. Ему также было предъявлено обвинение согласно Закону о национальной безопасности. После освобождения под залог Вангкхему было предъявлено обвинение в рамках этого закона. Другой политический активист Эрендро Лейхомбам (основатель Альянса народного возрождения и справедливости, политической партии, кандидатом которой на выборах в Законодательное собрание Манипура в 2017 году была правозащитница Иром Шармила) также был арестован по этому делу. Они оба написали в своих сообщениях в Facebook, что коровья моча и коровий навоз не являются лекарством от Covid-19. Эрендро написал на своей стене в Facebook: «Лекарство от короны — это не коровий навоз и коровья моча. Лекарство — наука и здравый смысл».

## Личная жизнь
Вангхем женат на Элангбаме Ранджите, у пары есть две дочери — пяти лет и одного года.